# روزيلا ماري
روزيلا ماري بجورنسون (بالإنجليزية: Rosella Marie Bjornson)‏ (من مواليد 13 يوليو 1947 في ليثبريدج، ألبرتا) وهي طيارة متقاعدة في الخطوط الكندية، وكانت أول طيارة نسائية لشركة طيران تجارية في أمريكا الشمالية وأول امرأة عضوة في رابطة رواد الخطوط الجوية الكندية الدولية.

## عملها
تلقى ت ماري تعليمها في مدرسة تشامبيون ومدرسة مقاطعة سنترال الثانوية في فولكان. في البداية أخذت دروس في أساسيات الطيران في مدرسة إير وست للطيران في ليثبريدج كهدية عيد ميلادها من والديها في يوليو عام 1964. ثم أصبحت معلمة في نادي الطيران في وينيبيغ.
كانت رحلة بيورنسون المذهلة كطيارة في أبريل 1973 من تومبسون، مانيتوبا إلى وينيبيغ، على متن فوكر إف 28 فلوشيب. قضت سنوات عدة في وينيبيغ قبل أن تتعاقد مع شركة طيران كندية لجودي كاميرون.
في عام 1990 ، كانت روزيلا ماري أول امرأة كندية تترقى إلى رتبة قبطان عندما كانت في رحلة جوية لشركة الخطوط الجوية الكندية الدولية.

## تكريمها
في عام 1997 ، تم إدخال بيورنسون في قاعة مشاهير الطيران الكندية. وفي عام 2004 ، تم إدخالها إلى «نساء في مجال الطيران» في قاعة الشهرة الدولية.
في عام 2014 ، تم تكريم ماري بطابع بريد تذكاري.

## وصلات خارجية
- Rosella Bjornson profile